# Ачиргина, Татьяна Юрьевна
Татьяна Юрьевна Ачиргина (род. 1944) — русская поэтесса эскимосского происхождения. Председатель регионального отделения Хартии Земли — Россия от Чукотского АО. Руководитель Общественной организации Эскимосов Чукотского Автономного Округа Инуитский Приполярный Совет Чукотка. Председатель правления Эскимосского национально-культурного центра "КИЯГ"НЫК" (жизнь) (1996-2010).

## Биография
Родилась в селе Марково на Чукотке в семье первого эскимосского юриста, её мать происходила из известного чуванского рода Дьячковых.
Ачиргина окончила Уральский университет факультет журналистики в 1965 году. Была на комсомольской и партийной работе.

## Творчество
Пишет на русском языке. В 1978 году  большая поэтическая подборка Ачиргиной отмечена премией журнала «Смена». В 1982 году  в Магадане вышла первая книга «Белоночье».